# Gisela Wild

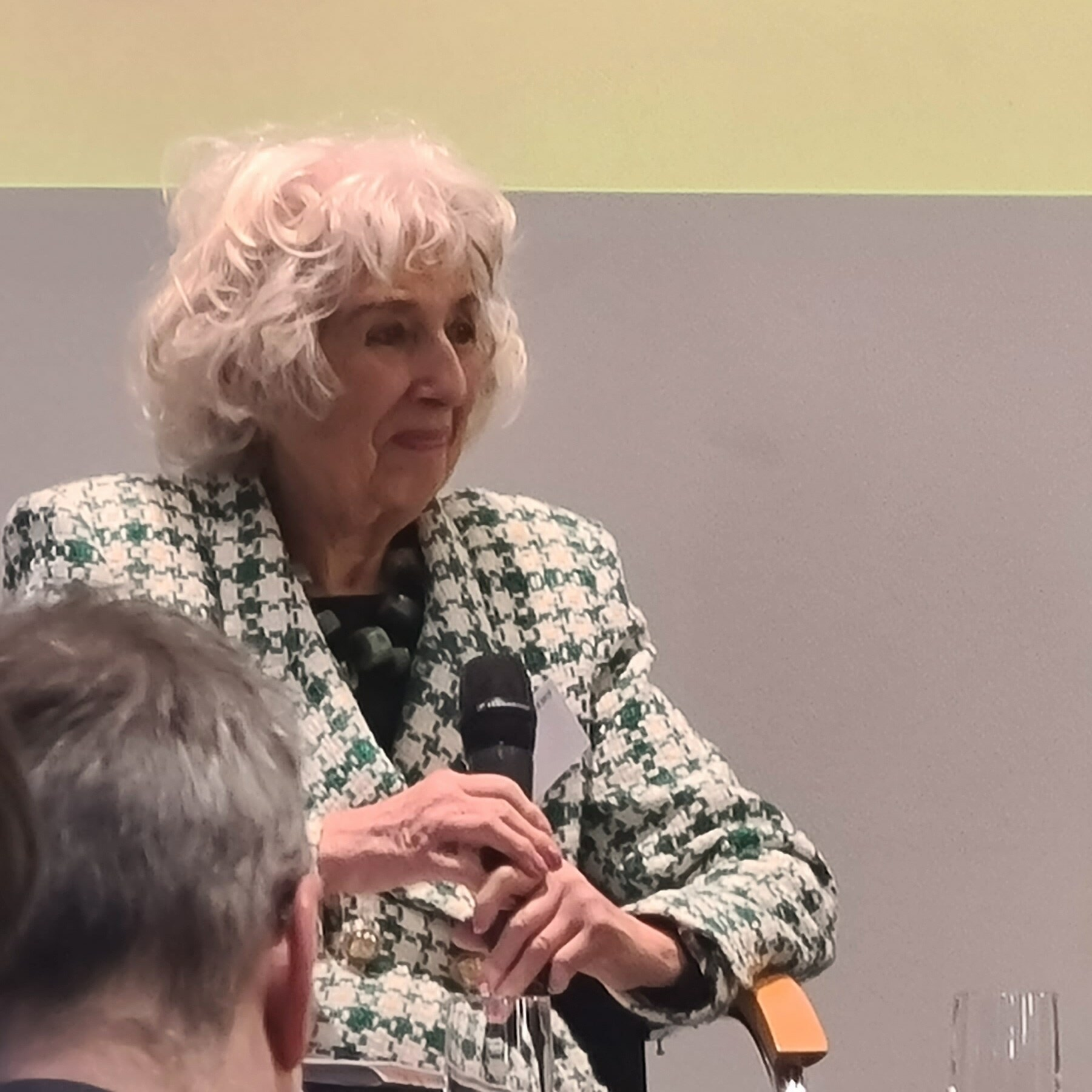
Bei der Veranstaltung „40 Jahre Volkszählung, 40 Jahre informationelle Selbstbestimmung“

Gisela Wild (geboren 18. September 1932 in Bad Warmbrunn, Provinz Niederschlesien) ist eine deutsche Juristin, Rechtsanwältin, ehemalige Richterin und Politikerin der FDP.

## Beruflicher Werdegang
Gisela Wild wuchs zunächst in Niederschlesien auf und lebte nach der Vertreibung ab 1946 in Konstanz. 1952 nahm sie ein Studium der Rechtswissenschaften an der Albert-Ludwigs-Universität Freiburg auf. 1960 wurde sie mit ihrer Arbeit „Leopold August Warnkönig. 1794–1866. Ein Rechtslehrer zwischen Naturrecht und historischer Schule und ein Vermittler deutschen Geistes in Westeuropa“ promoviert. 1961 legte Gisela Wild ihre Zweite Juristische Staatsprüfung ab und erhielt im September 1961 ihre Zulassung als Rechtsanwältin. Damit war sie die 16. Anwältin Hamburgs überhaupt. Sie wurde Mitarbeiterin der Sozietät „Droste Pietzcker Sprick“ und trat 1970 als erste Sozia in die Anwaltssozietät „Berenberg-Gossler & Partner – gegründet 1873“, heute Taylor Wessing, ein, in der sie die Arbeitsgebiete gewerblicher Rechtsschutz und Urheberrecht ausbaute.
Wild war vom damaligen Parteichef Robert Vogel als Quereinsteigerin zur Spitzenkandidatin der FDP bei der Bürgerschaftswahl in Hamburg 1993 geworben worden, die FDP geriet allerdings bei der Wahl unter die 5%-Klausel.
2005 wurde sie von der Bürgerschaft für eine sechsjährige Amtszeit zur stellvertretenden Richterin an das Hamburgische Verfassungsgericht gewählt.

## Verfahren
Gisela Wild war an einer Reihe von Aufsehen erregenden Verfahren beteiligt. Zwischen 1969 und 1972 vertrat sie das Männermagazin St. Pauli-Nachrichten und die Schwulenzeitschrift him. 1978 war sie Anwältin der feministischen Zeitschrift Emma in der erfolglosen Sexismus-Klage gegen die Illustrierte Stern (Emma-Prozess).
1978 war sie Anwältin in der Verfassungsbeschwerde zugunsten der steuerlichen Absetzung von Kinderbetreuungskosten berufstätiger Mütter. 1983 erreichte sie zusammen mit Maja Stadler-Euler, dass im Volkszählungsurteil das Recht auf informationelle Selbstbestimmung als neues Grundrecht etabliert wurde. Dieses Verfahren bezeichnete sie 2011 als ihre größte berufliche Herausforderung.
1998 erreichte sie die Gründung eines Fonds zur Entschädigung von circa 400 jüdischen Zwangsarbeiterinnen im Vorgriff auf die gesetzliche Regelung im Jahr 2000.
Außerdem engagiert sie sich im Bereich Urheber- und Datenschutzrecht.

## Auszeichnungen
- 1996: Bundesverdienstkreuz am Bande[6]
- 2007: Bürgerinnenpreis Libertas der FDP (nur bis 2010 vergeben)
- 2010: Nach Maria Otto benannter Maria-Otto-Preis des Deutschen Anwaltvereins

## Ämter und Mitgliedschaften
- Deutscher Juristinnenbund: Mitglied seit 1976, 1977 bis 1979 2. Vorsitzende, bis 1983 Vorstandsmitglied[1]
- FDP

## Privates
Wild war mit dem Journalisten Dieter Wild verheiratet und hat einen Sohn, den promovierten Ingenieur Yves Wild. 1964/65 lebte sie in Paris, wo ihr Sohn geboren wurde.

## Schriften (Auswahl)
- Gisela Wild: Leopold August Warnkönig 1794–1866. Ein Rechtslehrer zwischen Naturrecht und historischer Schule und ein Vermittler deutschen Geistes in Westeuropa (= Freiburger Rechts- und Staatswissenschaftliche Abhandlungen, 17), Karlsruhe 1961 (Zugl.: Freiburg i.Br., Univ., Diss., 1960).
- Gisela Wild: Die tückische Mutterliebe. In: Konstanze Görres-Ohnde, Monika Nöhre, Anne-José Paulsen (Hrsg.): Die OLG-Präsidentin. BMV Berliner Wissenschafts-Verlag, Berlin 2007, S. 113–118, ISBN 978-3-8305-1444-2
- Gisela Wild (Hrsg.): Festschrift für Alfred-Carl Gaedertz zum 70. Geburtstag. Beck, München 1992, ISBN 3-406-36644-9.